# Polyzonus drumonti
Polyzonus drumonti es una especie de escarabajo longicornio del género Polyzonus, subfamilia Cerambycinae, tribu Callichromatini. Fue descrita científicamente por Bentanachs en 2011.
El período de vuelo ocurre en los meses de mayo y junio.

## Descripción
Mide 18-20 milímetros de longitud.

## Distribución
Se distribuye por China y Tailandia.